# Tsunagi
Tsunagi (津奈木町, Tsunagi-machi) est un bourg du district d'Ashikita, dans la préfecture de Kumamoto, au Japon.

## Géographie

### Démographie
Au 1er mai 2015, la population de Tsunagi s'élevait à 4 653 habitants répartis sur une superficie de 34,09 km2.